# Битово
Битово (мкд. Битово) је насеље у Северној Македонији, у средишњем делу државе. Битово припада општини Македонски Брод.

## Географија
Насеље Битово је смештено у средишњем делу Северне Македоније. Од седишта општине, градића Македонски Брод, насеље је удаљено 50 km северно.
Рељеф: Битово се налази у области Порече, која обухвата средишњи део слика реке Треске. Дато подручје је изразито планинско. Насеље је положено високо, на источним висијама Суве Горе. Надморска висина насеља је приближно 1.170 метара.
Клима у насељу је планинска због знатне надморске висине.

## Историја
Почетком 20. века, као и Порече, становништво Битова је било наклоњено српској народној замисли, па се месно становништво у изјашњавало Србима.

## Становништво
По попису становништва из 2002. године, Битово је имало 63 становника.
Претежно становништво у насељу су етнички Македонци (100% према последњем попису).
Већинска вероисповест у насељу је православље.

## Збирка слика
- Битово, Црква Св. Николе, изграђена 1912. године
- Битово, сеоска кућа
- Битово, стара кућа